# ئی.گو موبایل
ئی.گو موبایل (انگلیسی: E.GO Mobile) شرکت خودروسازی آلمانی است، که در سال ۲۰۱۶ تأسیس شد.